# 暖绳菌科
暖绳菌科（学名：Caldilineaceae）为暖绳菌目的一科细菌。此科的模式属为暖绳菌属(Caldilinea)。

## 下级分类
本科包括以下属：
- 暖绳菌属 Caldilinea Sekiguchi et al., 2003
- Litorilinea Kale et al., 2013